# プルーフゲーム
チェス・プロブレムにおけるプルーフゲーム(proof game)とは、初期配置から与えられた局面に至るまでの手順を求める問題である。
レトログレード解析の一分野とされる。レトログレード解析とのは以下のような差がある。
- 初形と手数が判明している。 - プルーフゲームで戻すべき配置は初期状態である。また、そのための手数も提示されるのが一般的である。
- 手順を求めることが目的である。 - レトログレード解析では、数手前までの手順を確認したうえで、キャスリングやアンパッサンの可否を明らかにして別の課題（主にチェックメイトに至る手順）を解くことがある。

## 将棋におけるプルーフゲーム
| 9  | 8  | 7  | 6  | 5  | 4  | 3  | 2  | 1  |    |
| 香 | 桂 | 銀 | 金 | 王 | 金 |    | 桂 | 香 | 一 |
|    |    |    |    |    | 銀 |    |    |    | 二 |
| 歩 | 歩 | 歩 | 歩 | 歩 | 歩 |    | 歩 | 歩 | 三 |
|    |    |    |    |    |    |    |    |    | 四 |
|    |    |    |    |    |    |    |    |    | 五 |
|    |    |    |    |    |    | 飛 |    |    | 六 |
| 歩 | 歩 | 歩 | 歩 | 歩 | 歩 | 歩 | 歩 | 歩 | 七 |
|    | 角 |    |    |    |    |    | 飛 |    | 八 |
| 香 | 桂 | 銀 | 金 | 玉 | 金 | 銀 | 桂 | 香 | 九 |

将棋においてもプルーフゲームは作成可能であり、実際に出題されている。右の図はその例であり、初形から11手で図の状態になる。
実際には「持駒の存在」「成不成の選択」「走り駒の少なさ」などの要因から制作難度は低くなく、発表された問題はそれほど多くはない。
解が一意になるように盤面以外の条件を追加した問題が考案され、推理将棋と呼ばれる分野を形成している。